# 아이번 서덜랜드
아이번 에드워드 서덜랜드(Ivan Edward Sutherland, 1938년 5월 16일 ~ , 네브래스카주 헤이스팅스 출생)는 미국의 컴퓨터 과학자이자 인터넷과 컴퓨터 그래픽의 선구자이다.
현재의 카네기 멜론 대학인 카네기공과대학에서 전자공학 학사학위를, 캘리포니아 공과대학에서 석사학위를 받았으며, 1963년 MIT에서 박사학위를 받았다.

## 주요 업적

### 스케치 패드
특히 서덜랜드는 인간과 컴퓨터 상호작용 분야에서 역사적이며 혁신적인 인터페이스 디자인을 가진 스케치패드의 발명자로 유명하다. 스케치 패드는 펀치카드나 컴퓨터 키보드를 사용하던 당시의 컴퓨터에 비해 직관적인 그래픽을 사용하여 상호작용하는 가운데 작업을 하는 컴퓨터 인터페이스 장치였다. 1963년 MIT대학에서 박사학위 논문 "스케치패드: 인간-기계 간의 그래픽 커뮤니케이션 시스템 (Sketchpad: A Man-machine Graphical Communications System)"을 통해 발표되었다.
이는 최초의 그래픽 사용자 인터페이스로 여겨진다. 스케치패드는 배니버 부시가 1945년 디 애틀랜틱 지에 기고한 "As We May Think(우리가 생각하는 대로)"에 등장하는 가상의 컴퓨터 메멕스의 영향을 받아 만들어졌다. 스케치패드는 링컨 TX-2 컴퓨터에서 구현 되었으며, 이후 더글러스 엥겔바트가 온라인 시스템, 그래픽 사용자 인터페이스를 개발하는 데 영향을 주었다. 이 시스템은 9인치의 CRT 모니터와 라이트펜으로 이루어져 있었다. 이 시스템은 컴퓨터에 선으로 구성된 도형을 그리고 이를 회전/복사하고 확대/축소할 수 있었다. 1988년에 서덜랜드는 스케치패드의 발명과 이와 관련된 공로로 튜링상을 수상한다.

### 가상 현실
1966년에서 1968년 동안 그는 하버드대학의 전기 공학과의 교수로서 재직하며 제자 밥 스프럴(Bob Sproull)의 도움으로 최초로 가상현실(Virtual Reality, VR)과 증강현실(Augmented Reality, AR) 헤드 마운티드 디스플레이 (HMD) 시스템을 만들어낸다(1968). 이 최초의 시스템은 사용자 인터페이스나 실용성 면에서 아직 원시적이었다. 머리에 써야 하는 HMD가 너무 무거워 천장에 연결되어 지탱되어야 했고, 가상현실 환경은 단순한 선으로 이루어진 공간에 지나지 않았다. 

## 삶
1963년 박사학위를 마치고 미국 국가안전국(National Security Agency, NSA)에서 전기기술전문 장교로 복무하였으며 1964년에는 미국 국방부선행기술연구소(Defense Department's Advanced Research Projects Agency, DARPA)에서 연구원으로 일했다.1968년에는 친구이자 동료인 데이비드 에반스와 에반스 앤 서덜랜드사를 설립하여 실시간장치, 3차원 그래픽 가속기, 프린터 구동 언어 개발에서 선구적인 작업을 했다. 여기에는 훗날 어도비 시스템즈(Adobe Systems)사를 창업한 존 워녹(John Warnock)과 실리콘 그래픽스사를 창업한 짐 클락이 근무하기도 했다.
1974년부터 1978년에는 칼테크 대학의 컴퓨터 과학의 플레처 존스 초빙 교수로서 칼테크대학의 컴퓨터 과학과를 섭립하였다. 그리고 서덜랜드,스프롤과 어소시에이츠라는 컨설팅 회사를 설립하였다. 이 회사는 이후 선 마이크로시스템사에 인수되어 선 연구소의 모태가 되었다.
서덜랜드는 현재 썬 마이크로시스템즈의 특별연구원 및 부사장으로 재직하고 있으며 UC버클리 대학의 컴퓨터 과학부에서 초빙학자로 재직하고 있다. 그는 현재 두 자녀와 네 명의 손자손녀가 있다. 

## 어록
- "디스플레이가 연결된 컴퓨터는 우리에게 실제 세상에서는 구현할 수 없는 개념들을 만들어낼 기회를 갖게 하였다. 이것은 수학의 멋진 세계를 들여다 볼 수 있는 돋보기 같은 것이다. (A display connected to a digital computer gives us a chance to gain familiarty with concepts not realizable in the physical world. It is a looking glass into a mathematical wonderland.)"
- "나는 그저 어떻게 일이 돌아가는지 이해하는 것이 필요했다.(I just need to figure out how things work.)"
- "우리가 어렵다고 생각했던 문제를 간단한 수식으로 풀어내는 일을 하는 것에 무척 만족한다. 가장 좋은 해법은 항상 간단하다.(It's very satisfying to take a problem we thought difficult and find a simple solution. The best solutions are always simple.)"